# Pachnoda frontalis
Pachnoda frontalis är en skalbaggsart som beskrevs av Edgar von Harold 1878. Pachnoda frontalis ingår i släktet Pachnoda och familjen Cetoniidae. Inga underarter finns listade i Catalogue of Life.